# Jon Olsen
Jon Olsen (Estados Unidos, 25 de abril de 1969) es un nadador estadounidense retirado especializado en pruebas de estilo libre, ganador de cinco medallas olímpicas —cuatro de ellas de oro— entre los Juegos Olímpicos de Barcelona 1992 y los de Atlanta 1996.

## Carrera deportiva
En los JJ. OO. de Barcelona 1992 ganó dos medallas de oro —en 4 x 100 m estilo libre y 4 x 100 metros estilos— y plata en 4x200 metros libre.
Cuatro años después, en los Juegos Olímpicos de Atlanta 1996 ganó dos medallas de oro: en 4 x 100 m libre, con un tiempo de 3:15.41 segundos, por delante de Rusia y Alemania, y en los 4x200 metros libre, con un tiempo de 7:14.84 segundos, por delante de Suecia y Alemania.